# Remodelació òssia

Els osteoclasts eliminen el teixit ossi i, a continuació, el nou teixit ossi és format per osteoblasts. Tots dos processos utilitzen senyalització de citocines (TGF-β, IGF).

La remodelació òssia (o metabolisme ossi) és un procés de tota la vida en què el teixit ossi madur s'elimina de l'esquelet (un procés anomenat reabsorció òssia) i es forma un nou teixit ossi (un procés anomenat ossificació o formació d'os nou). Aquests processos també controlen la remodelació o la substitució de l'os després de lesions com fractures, però també el micro-dany, que es produeix durant l'activitat normal. La remodelació respon també a les demandes funcionals de la càrrega mecànica.
El primer any de vida, gairebé el 100% de l'esquelet és substituït. En adults, la remodelació es produeix al voltant del 10% anual.
Un desequilibri en la regulació dels dos subprocessos de la remodelació òssia, la reabsorció òssia i la formació òssia, produeix moltes malalties metabòliques òssies, com l'osteoporosi.